# Mississippi Masala
Mississippi Masala – amerykańsko–brytyjski melodramat z 1991 roku w reżyserii Miry Nair. Scenariusz napisała Sooni Taraporevala. Światowa premiera odbyła się 18 września 1991 roku. W rolach głównych wystąpili Denzel Washington, Roshan Seth i Sarita Choudhury. Muzykę do filmu skomponował L. Subramaniam.

## Obsada
- Denzel Washington jako Demetrius Williams
- Sarita Choudhury jako Mina
- Roshan Seth jako Jay
- Sharmila Tagore jako Kinnu
- Charles S. Dutton jako Tyrone Williams
- Joe Seneca jako Williben Williams
- Ranjit Chowdhry jako Anil
- Joseph Olita jako Idi Amin
- Mohan Gokhale jako Pontiac
- Mohan Agashe jako Kanti Napkin
- Tico Wells jako Dexter Williams
- Yvette Hawkins jako Rose
- Anjan Srivastav jako Jammubhai (jako Anjan Srivastava)